# بيلي كينغ (مدرب كرة سلة)
بيلي كينغ (بالإنجليزية: Billy King)‏ هو مدرب كرة سلة أمريكي، ولد في 23 يناير 1966.